# Étienne Guinot de Monconseil
 Étienne Louis Antoine Guinot, marquis de Monconseil, seigneur de Tesson, de Thénac, Courcoury et Rioux, né et ondoyé le 13/09/1695, baptisé le 23 décembre 1701 à la Cathédrale St Pierre à Saintes, est un officier français, lieutenant-général des armées du Roi en 1748, et fut l'un des plus illustres saintongeais du XVIIIe siècle.

## Biographie

### Débuts à la Cour
Étienne Guinot de Monconseil né et ondoyé  le 13/09/1695, baptisé le 23 décembre 1701 (voir table archives départementales du 17)  dans la paroisse Saint-Pierre de Saintes, de noblesse alors très proche de ses origines et dont la devise était Pro Deo et rege. Elle avait ajouté à son nom de Guinot celui de sa terre de Monconseil qu’elle possédait à Thénac. Il est le fils d'Antoine Guinot, seigneur de Thénac et de Monconseil, capitaine au régiment de Laray, et de Marie-Marguerite de Ferrand de Saint-Dizant.
En 1708, à 13 ans, il fait ses débuts à Versailles, à la Cour de Louis XIV, où il est nommé page à la Petite Écurie du Roi (9 mai 1708). Il eut la maladresse, un soir, de mettre un début de feu à la perruque du roi avec un chandelier, alors que ce dernier sortait de l’appartement de Madame de Maintenon.
Louis XIV lui pardonna. Mais Guinot en gardait encore, soixante-dix ans après, le souvenir aigu, comme l'atteste le journal de Henriette Lucy Dillon, la femme de l’un de ses petits-fils, le marquis de la Tour du Pin.

### Carrière militaire
En 1713, à 18 ans, il entre chez les mousquetaires du Roi. En 1717, il est nommé enseigne puis lieutenant au régiment des Gardes françaises. Pendant la Régence, il joue et gagne beaucoup à la roulette et au biribi, ce qui lui permet d’acheter en 1722 pour 40 000 livres - en s’endettant aussi malgré tout - la charge de colonel du régiment de Lionne. Ce régiment prit officiellement le nom de son nouveau colonel en 1723 mais aussi le surnom, vu les origines de son acquisition, de Royal Biribi.
Monconseil rejoignit en Alsace son régiment qui, par ordre du Roi, était chargé de veiller à la sécurité de l’ex-Roi de Pologne, Stanislas Leczinski, alors en exil à Wissembourg. Ce dernier n’était pas encore devenu le beau-père de Louis XV (en août 1725) ni duc de Lorraine (en février 1737).
Il y rencontre Cécile Thérèse Pauline Rioult de Curzay (1707-1787), dame d'honneur de l’ex-reine de Pologne Catherine Opalinska, une belle et intelligente jeune femme, fort spirituelle et bien en vue qu’il épouse le 23 novembre 1725 en la chapelle du château de Bellesbat. Il avait 30 ans et, elle, 18. Sœur du général Séraphin Rioult d'Ouilly de Curzay et tante de Victor-Thérèse Charpentier, elle était la cousine et amie de la marquise de Prie qui fut la maîtresse du duc de Bourbon, principal ministre de Louis XV de 1723, à la mort du Régent, jusqu’en 1726. La marquise de Monconseil eut deux enfants qui survécurent :
- Cécile-Marguerite-Séraphine-Charlotte Guinot de Monconseil (1733-1821) mariée en 1755 avec le comte de la Tour du Pin Gouvernet ;
- Adélaïde-Félicité-Henriette Guinot de Monconseil, dame du Palais de la Reine Marie-Antoinette (1750-1824), mariée en 1766 avec Charles Alexandre Marc Marcellin d'Alsace, prince de Hénin-Liétard, maréchal de camp, capitaine des gardes du comte d'Artois (1744-1794).

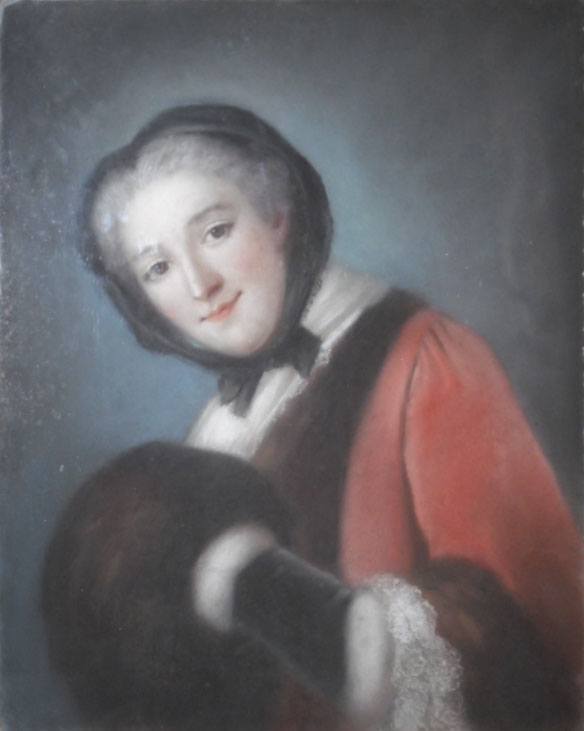
Portrait de son épouse, la marquise de Monconseil.
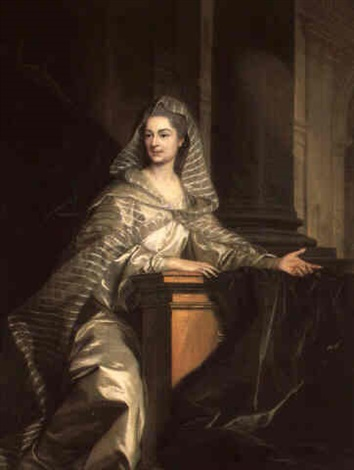
Portrait de sa fille, la comtesse de La Tour du Pin, par Louis-Michel van Loo.

Nommé le mois de son mariage (novembre 1725) introducteur des ambassadeurs et des princes étrangers auprès du roi de France, charge dont il se démit en 1730, il eut ensuite une belle carrière militaire, participant à de nombreuses campagnes, notamment pendant la Guerre de Succession de Pologne, où il combattit aux sièges victorieux de Gerra, d'Adda, de Pizzighitone et de Milan en 1733, à ceux de Novarre, Tortone et de la Mirandole en 1734 puis aux batailles de Parme et Guastalla la même année en 1734 et celles de Gonzague et Reggio en 1735.
Il s'illustra à nouveau lors de la Guerre de Succession d'Autriche (1740-1748) avec l'armée du Rhin, participant à la prise de Wissembourg, au passage du Rhin et à la prise de Fribourg au printemps 1744. À partir de 1746, sous les ordres de Maurice de Saxe (1696-1750), il prend part à la prise de Mons, Charleroi et Namur ainsi qu'à la victoire de Raucoux.
Brigadier et inspecteur général d'infanterie en 1734, promu inspecteur général en 1742, il est nommé lieutenant-général des armées du Roi en 1748 à 53 ans. En 1751 il devient commandant pour Sa Majesté (gouverneur) à Colmar, en Haute-Alsace.
Ces campagnes militaires étaient entrecoupées de longs séjours en Saintonge, notamment en son château de Tesson.

### La Marquise de Monconseil
Les nombreuses relations et intrigues de son épouse favorisent son parcours. Elle restait à la Cour et en Île-de-France, menant  joyeuse vie et donnant des fêtes très courues dans le pavillon de Bagatelle près de Paris, dont elle obtint la jouissance en 1747. Mme de Monconseil a « beaucoup servi sa fortune », écrivait très régulièrement à son époux avec lequel elle fut toujours en bon termes. D’après, toujours, le journal de la femme de son petit-fils, déjà cité, « ils s’étaient mutuellement pardonné beaucoup d’erreurs ».
Elle fut intime de plusieurs ministres et hauts-personnages de la Cour. Parmi ses multiples amitiés et relations ont figuré Germain-Louis Chauvelin, garde des Sceaux de 1727 à 1737, le comte d'Argenson, secrétaire d’État à la guerre de 1743 à 1757, le comte de Chesterfield et le maréchal de Richelieu, duc de Fronsac. Ce dernier était aussi un ami de jeunesse du Marquis de Monconseil depuis leur service à la Compagnie des Mousquetaires.
L’étude très détaillée et documentée de Léon Bouyer, intitulée « Une intrigante et son mari au XVIIIe siècle », publiée entre 1918 et 1920 dans La Nouvelle Revue ne laisse pas beaucoup de place au doute quant à la nature de certaines de ces amitiés.
Elle parvint ainsi dès 1729 à obtenir du Roi qu’il érige, pour son époux, les terres de Courcoury, Tesson et Monconseil en « marquisat de Guinot », avec le consentement préalable de Louis de Lorraine, prince de Pons, suzerain de ces terres.
Malgré les termes explicites de la charte royale, il fut constamment appelé par la suite, y compris dans les actes officiels et notariés, « Marquis de Monconseil », ce qui était sans doute plus euphonique que Marquis de Guinot. Bien qu’il en portât le nom toute sa vie, il vendit sur ses vieux jours la terre de Monconseil, à Thénac.

### Scandale à Colmar
Cependant le commandant de Colmar avait une conception bien trop extensive de ses prérogatives et eut du mal à s’entendre avec les notables alsaciens. Il provoqua sa perte à la suite d'un scandale en 1763. Sans aucun jugement, il avait fait mettre sur la place publique de Colmar une de ses servantes sur le « cheval de bois » avec un écriteau portant la mention « voleuse ». Il l’accusait de lui avoir dérobé des couverts en argent.
Il avait ainsi exercé sa propre et illégale justice et bafoué celle du Roi, exercée localement par le Conseil souverain d'Alsace (équivalent du Parlement dans les autres provinces). Les magistrats avec lesquels il avait déjà eu plusieurs escarmouches protocolaires saisirent l’occasion de se plaindre au Roi et menacèrent d’engager une procédure criminelle. Par la volonté du Roi, il dut à 68 ans se retirer sur ses terres de Saintonge. Il revendit aussi son régiment (pour 75 000 livres) et abandonna ainsi l’espoir d’un maréchalat que nourrissait certainement pour lui - et pour elle-même - son épouse.
Avant de s’établir définitivement dans son pays natal, il y avait heureusement étendu ses domaines par l’achat de terres. Il avait aussi entrepris d'importants travaux, dont un hôtel à Saintes en 1738 (actuel musée Dupuy-Mestreau, 4 rue Monconseil), qu’il décida de faire agrandir en 1767, ainsi qu'à partir de 1735 la construction du château de Tesson. D’après les archives, il reflétait l'influence de l’architecte Germain Boffrand. De fait, cet architecte était connu de la belle-mère du Marquis de Monconseil à laquelle il avait revendu un immeuble de la place Vendôme à Paris, qu’il avait lui-même construit.

### Retraite en Saintonge
Le reste de son existence, Guinot partagea son temps entre son château de Tesson et son hôtel particulier à Saintes où il résidait les trois mois d’hiver. Dans les dernières années de sa vie assez solitaire, il apprécia la compagnie fréquente de son gendre, le comte de la Tour du Pin, qui avait un commandement dans la région de Saintes. Il aimait aussi les visites assez régulières que lui rendait à Tesson le fils de ce dernier, son petit-fils, le jeune Frédéric Séraphin, qui vivait à Paris et deviendra plus tard ambassadeur et pair de France.
Il fit plusieurs œuvres charitables et fondations pieuses. En 1773 il décida d’établir des foires et des marchés à Tesson sous la halle qu’il fait bâtir à cet effet avec ses deniers ; il acheta aussi une maison pour servir de presbytère et loger le vicaire. En 1777, outre un don de 3 000 livres pour acheter la maison et le jardin sur lesquels fut construite l'école de chirurgie de Saintes (rue Saint-Vivien), il fonda au bourg de Tesson une maison de charité (ancien hospice) pour procurer aux pauvres habitant ses terres de Tesson, Rioux, Thénac et Courcoury, « les secours dont ils manquent dans leurs maladies ».

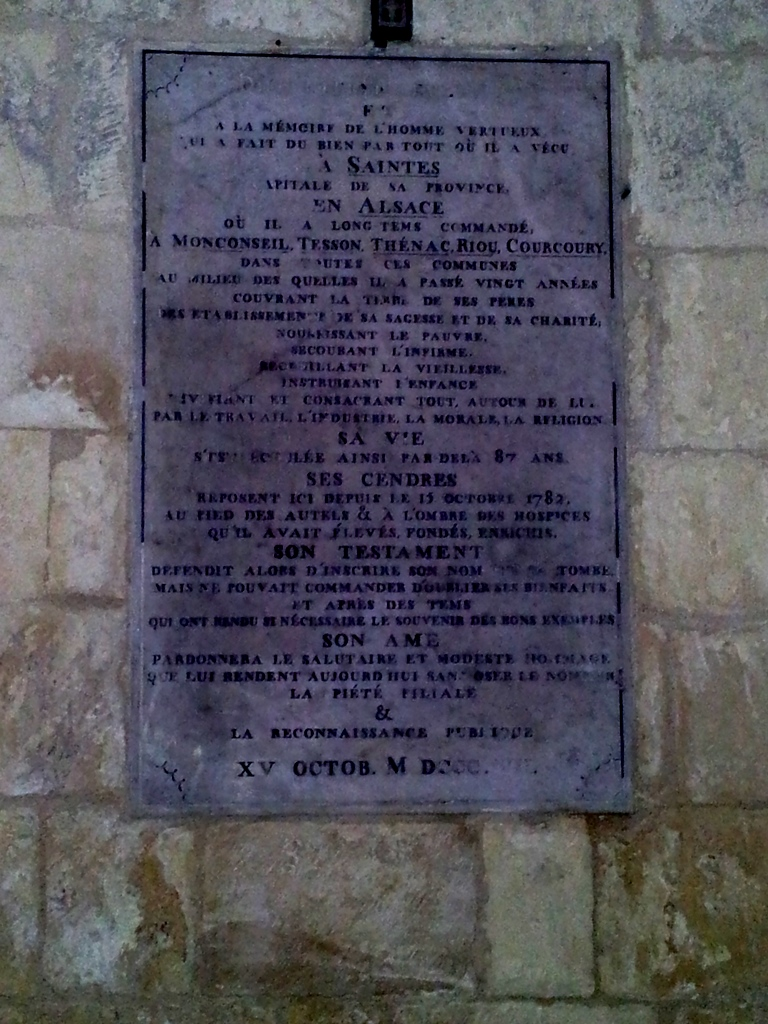
Plaque commémorative dans l'église de Tesson.

Il mourut au château de Tesson le 14 octobre 1782 à 10 heures du matin. L’enterrement eut lieu le lendemain et il fut inhumé dans l’église Saint-Grégoire de Tesson dans la petite chapelle de transept, au sud, consacrée à Notre Dame. Sa veuve, qui avait alors dû pour des raisons financières quitter Bagatelle en 1770, mais était demeurée en Île-de-France, prit un deuil théâtral. Elle ne vint pas pour autant ni à Tesson ni en Saintonge. Elle n’y était d’ailleurs venue en tout et pour tout qu’une seule fois.
Son gendre, le comte de la Tour du Pin, marié avec sa fille aînée, se chargea de régler la succession.